# 118 (liczba)
118 (sto osiemnaście) – liczba naturalna następująca po 117 i poprzedzająca 119.

## W matematyce
- 118 jest liczbą półpierwszą[1]
- 118 jest liczbą bezkwadratową[2]
- 118 jest najmniejszą liczbą, która może być zapisana jako czterokrotnie jak suma trzech różnych liczb, których iloczyn jest sobie równy

14 + 50 + 54 = 15 + 40 + 63 = 18 + 30 + 70 = 21 + 25 + 72 = 118
14 × 50 × 54 = 15 × 40 × 63 = 18 × 30 × 70 = 21 × 25 × 72 = 37800
- 118 jest najmniejszą liczbą, przy której warunek, że w każdym przedziale od n do 4n/3 znajdują się liczby pierwsze, w każdej z tych postaci 4x + 1, 4x – 1, 6x + 1 oraz 6x – 1
- 118 jest palindromem liczbowym, czyli może być czytana w obu kierunkach, w pozycyjnym systemie liczbowym o bazie 9 (141)
- 118 należy do jednej trójki pitagorejskiej (118, 3480, 3482).

## W nauce
- liczba atomowa oganesonu (Og)
- galaktyka NGC 118
- planetoida (118) Peitho
- kometa krótkookresowa 118P/Shoemaker-Levy

## W kalendarzu
118. dniem w roku jest 28 kwietnia (w latach przestępnych jest to 27 kwietnia). Zobacz też co wydarzyło się w roku 118, oraz w roku 118 p.n.e.